# Supraśl
Supraśl – miasto w Polsce położone w województwie podlaskim, w powiecie białostockim, siedziba gminy miejsko-wiejskiej Supraśl. Położone jest nad rzeką Supraślą, na Wysoczyźnie Białostockiej, jest otoczone Puszczą Knyszyńską. Leży na obszarze dawnej ekonomii grodzieńskiej. Zaliczane do aglomeracji białostockiej.
Według danych GUS z 31 grudnia 2024 r. Supraśl liczył 4325 mieszkańców.
W Supraślu znajduje się siedziba Parku Krajobrazowego Puszczy Knyszyńskiej.
Dzięki walorom ekologicznym miasta, czystości powietrza, brakowi ośrodków przemysłowych, mikroklimatowi oraz znajdującym się w pobliżu Supraśla bogatym złożom borowin, w 1999 Supraśl uzyskał status uzdrowiska.
Supraśl położony był w drugiej połowie XVI wieku w powiecie grodzieńskim województwa trockiego Wielkiego Księstwa Litewskiego.

## Powierzchnia
Według danych GUS z 1 stycznia 2024 r. powierzchnia miasta wynosiła 5,68 km².

## Historia
W 1501 na uroczysku Suchy Hrud powstał, przeniesiony z Gródka, prawosławny monaster, którego założycielem i głównym fundatorem był wojewoda nowogródzki Aleksander Chodkiewicz, przy późniejszym wsparciu prawosławnego biskupa smoleńskiego Józefa Sołtana. Akta wydane przez królów Aleksandra Jagiellończyka w 1504 i Zygmunta Starego w 1509 potwierdziły prawa i przywileje obejmujące fundację wojewody Chodkiewicza.

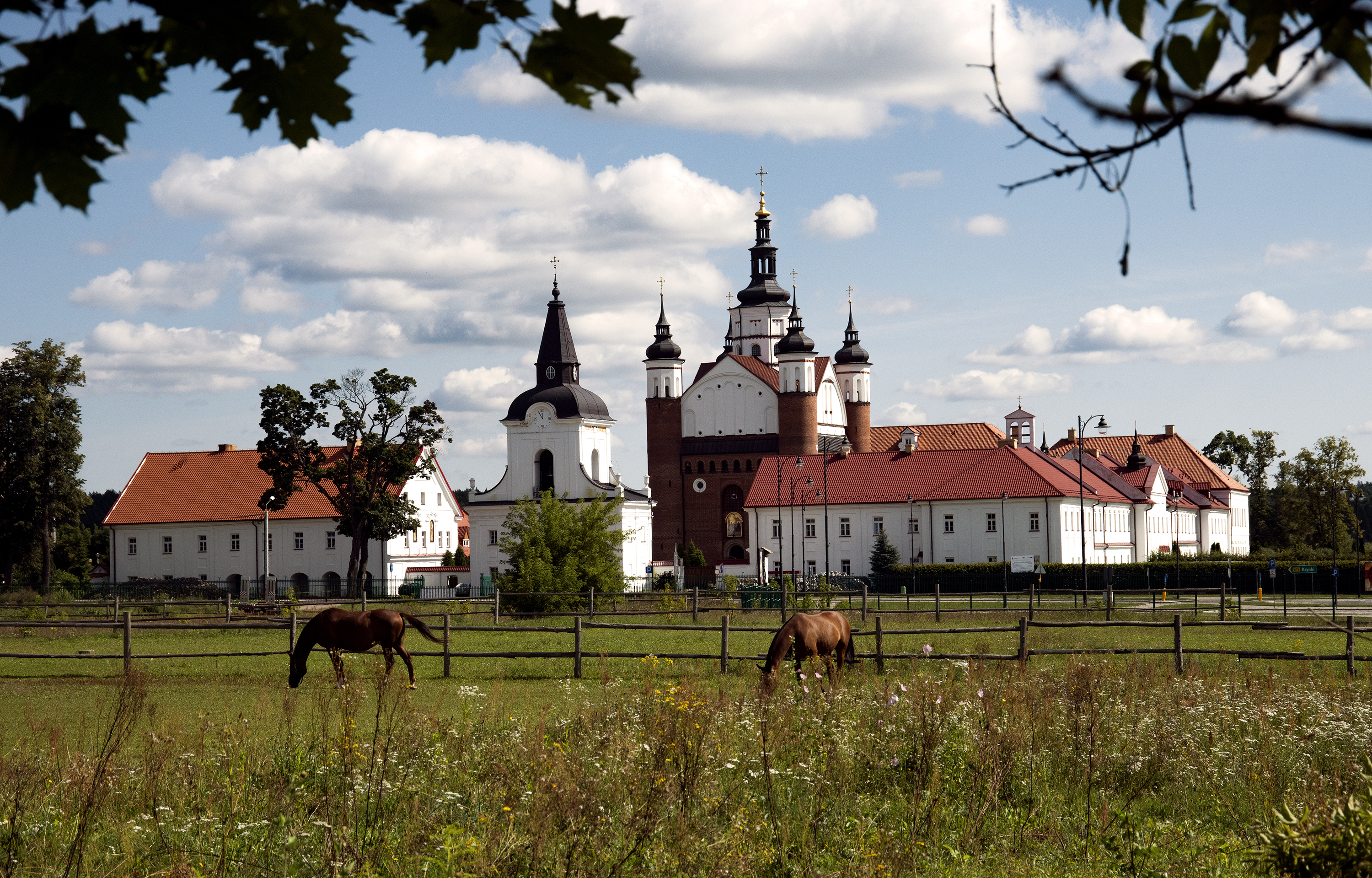
Monaster Zwiastowania Przenajświętszej Bogurodzicy i św. Jana Teologa w Supraślu

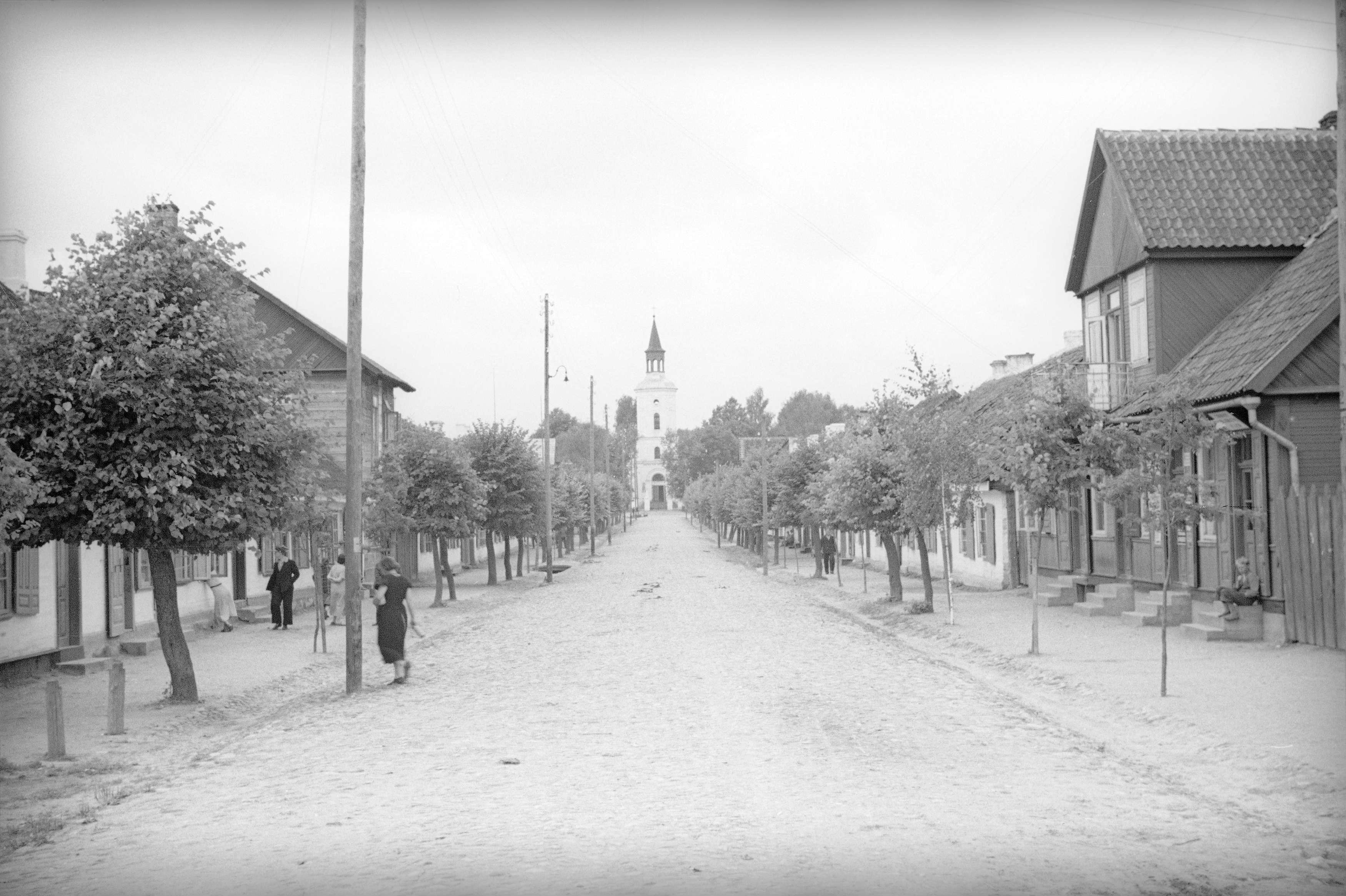
Główna ulica miasta ok. 1936 roku

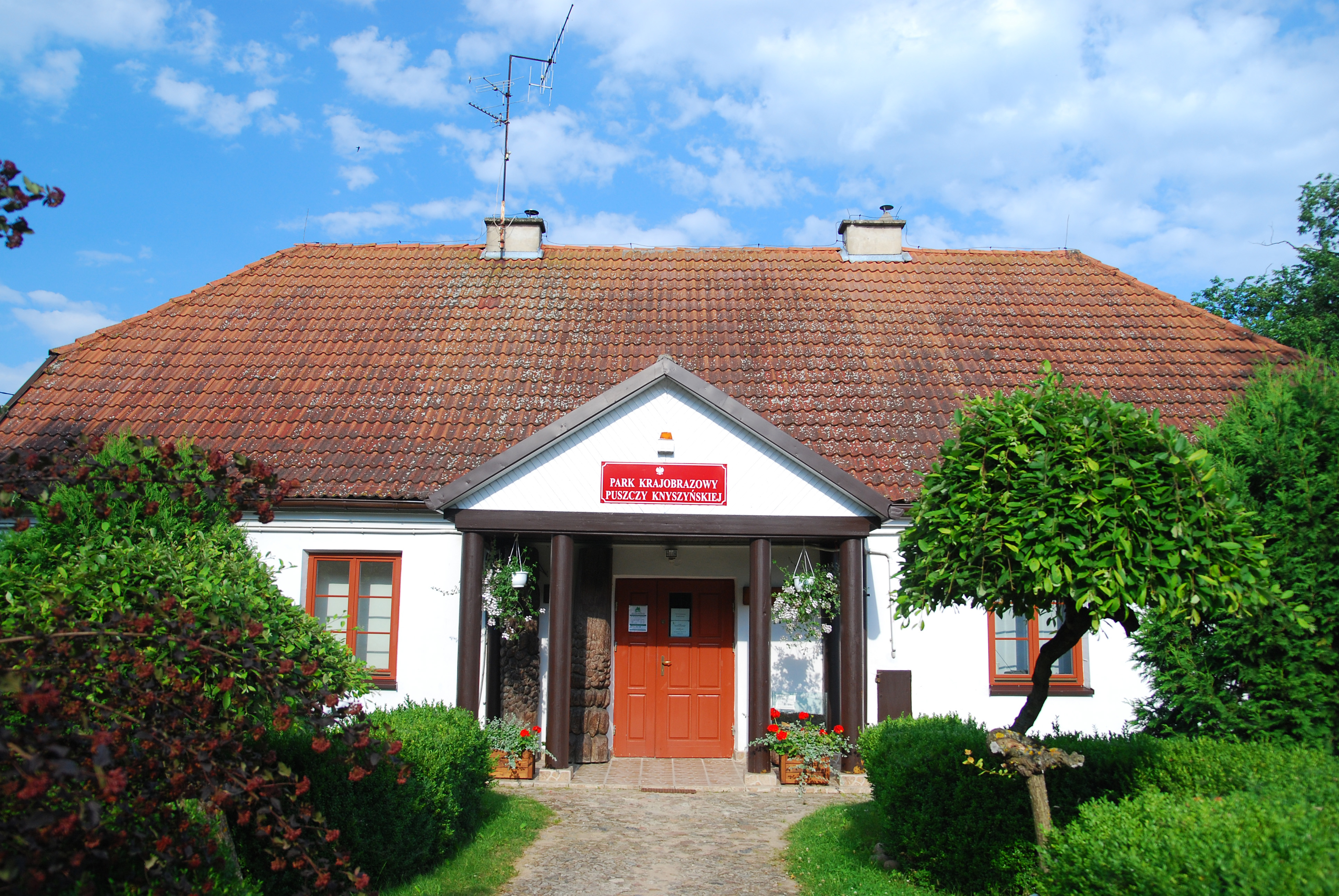
Siedziba Parku Krajobrazowego Puszczy Knyszyńskiej przy ulicy Konarskiego 10

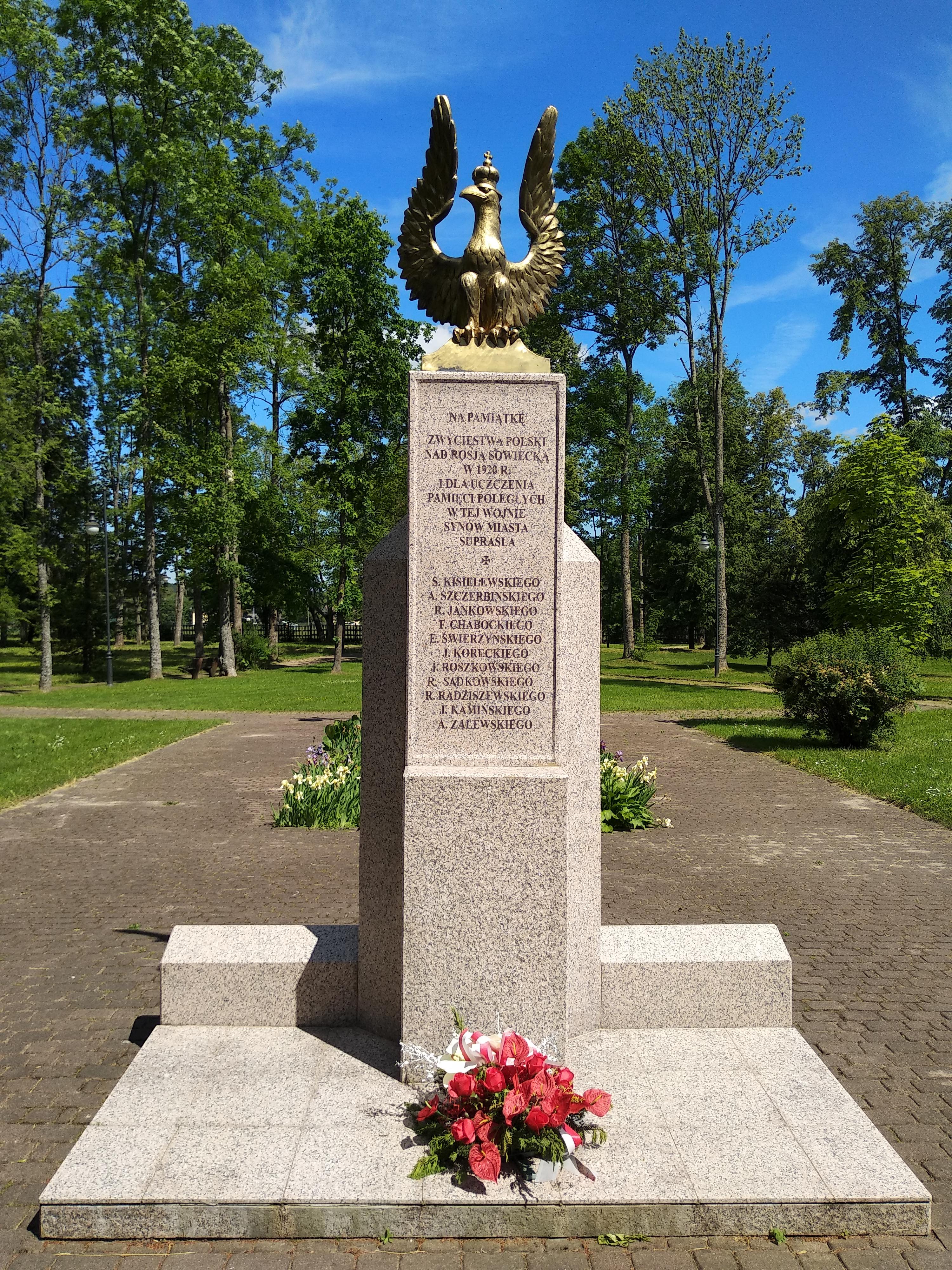
Pomnik upamiętniający zwycięstwo w 1920 roku nad bolszewikami

Najpierw powstała drewniana cerkiew św. Jana Ewangelisty, a potem refektarz i mnisze pustelnie. Fundatorzy chcąc podnieść znaczenie monasteru zwrócili się z prośbą o błogosławieństwo do samego patriarchy Konstantynopola. W 1505 patriarcha nadaje monasterowi tomos (uroczyste błogosławieństwo z zaleceniami duchowymi). W 1516 wyświęcono cerkiew Błogowieszczeńską. Później budynki monasteru wzbogaciły się o renesansową cerkiew Zmartwychwstania Pańskiego, której integralną częścią były katakumby. XVI wiek to również okres formowania się wokół monasteru osady.
W XVI wieku monaster stał się ważnym ośrodkiem kulturalnym ziem ruskich. O jego znaczeniu świadczy fakt, iż w 1582 odwiedził go arcybiskup ochrydzki Gabriel, a w 1590 – patriarcha Jeremiasz II. Zakonnicy zgromadzili m.in. bogatą bibliotekę z cennymi drukami i rękopisami (np. Kodeks supraski z XI-XII w.).
W 1609 mnisi przystąpili do unii brzeskiej (1596), a klasztor w Supraślu stał się ważnym ośrodkiem kulturalnym i religijnym unitów. W 1695 uruchomiono przyklasztorną drukarnię, a w 1711 pierwszą we wschodniej Polsce papiernię. Tłoczono tu książki świeckie w języku łacińskim i polskim oraz książki religijne w języku cerkiewnosłowiańskim. Bazylianie zamalowali ruskie freski z XVI wieku i postawili wokół cerkwi nowe budynki.
W 1796 władze pruskie skonfiskowały większość dóbr klasztoru. W 1804 zlikwidowana została drukarnia. W 1807 Supraśl przestał być siedzibą biskupstwa unickiego, po pokoju w Tylży (1807) znalazł się pod zaborem rosyjskim.
Pod koniec XVIII w. w mieście wybudowano synagogę.
Mimo że w I połowie XIX w. Supraśl otrzymał prawa miejskie, to jednak w końcu tegoż stulecia utracił znaczenie na rzecz rozwijającego się Białegostoku.
W 1824 władze rosyjskie przekazały monaster supraski zakonnikom prawosławnym.
W 1834, po wprowadzeniu przez carskie władze ceł na towary sprowadzane z Królestwa Polskiego do Rosji, w Supraślu powstały pierwsze manufaktury sukiennicze, następnie warsztaty tkackie, produkujące głównie na rynek rosyjski.
W latach 60 XIX wieku społeczność żydowska z wydatną pomocą przedsiębiorcy Buchholtza, zbudowała synagogę w pobliżu ul. Zgierskiej (obecnej ul. 11 Listopada).
W 1875 w sąsiedztwie monasteru zbudowano cerkiew św. Pantelejmona, w 1889 – św. Jana Teologa, a w 1901 – kaplicę św. Jerzego Zwycięzcy na cmentarzu w Podsupraślu. W 1910 nastąpiła renowacja szesnastowiecznych fresków (zamalowanych przez bazylianów).
W wyniku działań I wojny światowej w 1915, w obliczu zbliżającego się frontu i wojsk niemieckich, mnisi prawosławni uciekli (jak wielu prawosławnych z terenów ziem polskich) z Supraśla w głąb Rosji (tzw. bieżenstwo), zabierając ze sobą cudowną ikonę Matki Boskiej Supraskiej.
Lata 1918–1924 to dobra koniunktura dla zakładów Supraśla, która kończy się wraz z reformą monetarną w Polsce. W latach kryzysu 1929 -1933 zakłady przemysłowe miasta ograniczają produkcję do kilku miesięcy w roku. W lipcu 1933 roku dochodzi do strajku. Od kul policji ginie 2 robotników, a 5 zostaje rannych.
W okresie międzywojennym władze II Rzeczypospolitej przekazały opuszczony klasztor supraski Kościołowi rzymskokatolickiemu. W 1937 salezjanie zdjęli belki z krzyży na cerkwi św. Jana Teologa.
W połowie września 1939 r. miasto zostało zajęte przez wojska niemieckie, a następnie, po tygodniu, przez Armię Czerwoną. Sowieci skonfiskowali budynki klasztorne, urządzając w nich koszary. W tym czasie zniszczyli wyposażenie świątyni, a po wybuchu wojny w czerwcu 1941 r. spalili też Pałac Opatów. W listopadzie 1942 suprascy Żydzi zostali wywiezieni do obozu przejściowego w Białymstoku, skąd trafili do obozu zagłady w Treblince. Synagogę Niemcy zdewastowali, obrzucając ją granatami, a następnie rozebrali, a uzyskanym budulcem obmurowali budynek żandarmerii. 23 lipca 1944 r. wojska niemieckie wysadziły w powietrze budynek cerkwi oraz spaliły niemal wszystkie fabryki włókiennicze. 24 lipca 1944 r. Supraśl został zajęty przez pododdziały 283 dywizji strzeleckiej Armii Czerwonej.
W latach 1945–1946 staraniem inż. architekta Władysława Paszkowskiego Wojewódzkiego Konserwatora Zabytków odcięto wraz z tynkiem i zabezpieczono ocalałe fragmenty malowideł z wnętrza cerkwi. W 1970 roku zrekonstruowano bramę – dzwonnicę klasztoru.
W Polsce Ludowej na gruzach zniszczonych przez niemieckich okupantów zakładów włókienniczych zbudowano zakład meblarski. Uruchomiono również fabrykę kołder i koców. Otwarta została szkoła-pomnik 1000-lecia. W tym czasie istniały w mieście dwie szkoły średnie: Technikum Mechanizacji Rolnictwa (w budynkach klasztoru bazylianów) i Liceum Sztuk Plastycznych (w pałacu Buchholtza). Rozpoczął działanie Dom Dziecka (w przedwojennym sanatorium przeciwgruźliczym). Zbudowano w 1971 roku dom wczasowy przy Alei Niepodległości. W tym też roku otwarto ośrodek wczasów niedzielnych i ośrodek sportów wodnych. Miejscowość stawała się miejscowością o charakterze turystycznym.
W latach 90. XX w. budynki klasztorne zostały przekazane Kościołowi Prawosławnemu. Na terenie monasteru, od 2004 r., mieści się siedziba Akademii Supraskiej.
W latach 1975–1998 miasto administracyjnie należało do województwa białostockiego.

## Legenda

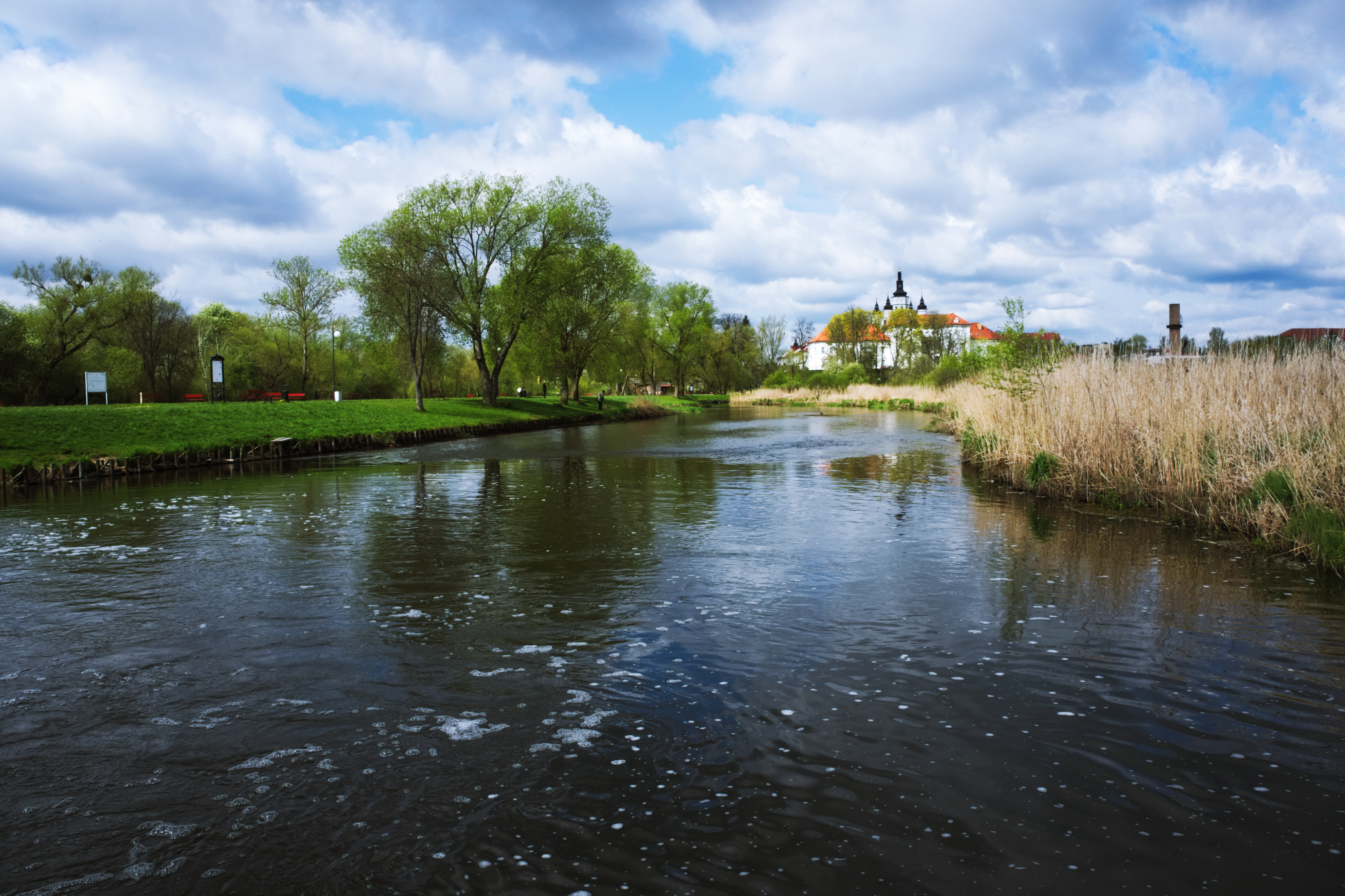
Rzeka Supraśl, w oddali widoczny monaster

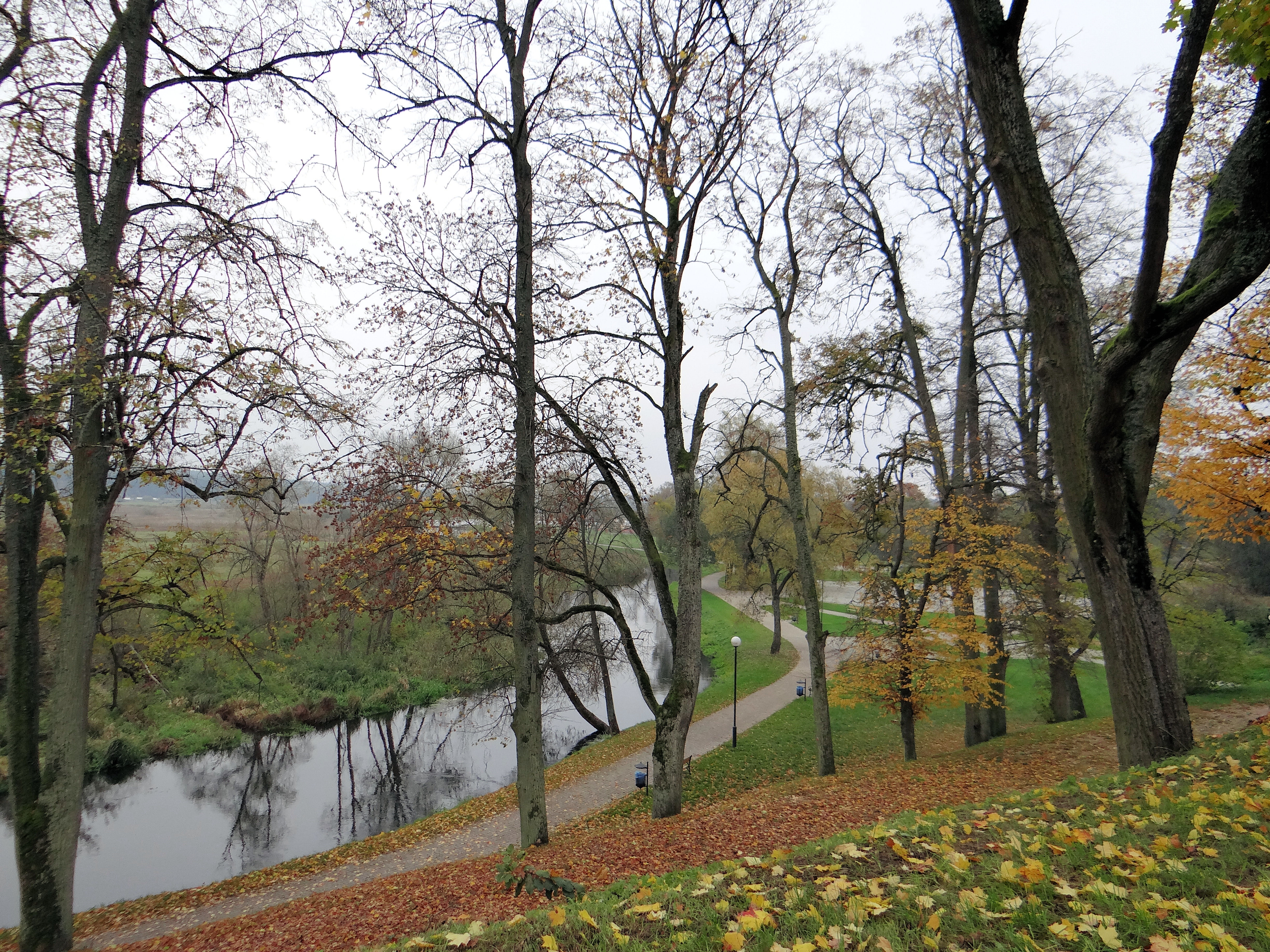
Rzeka Supraśl w Supraślu

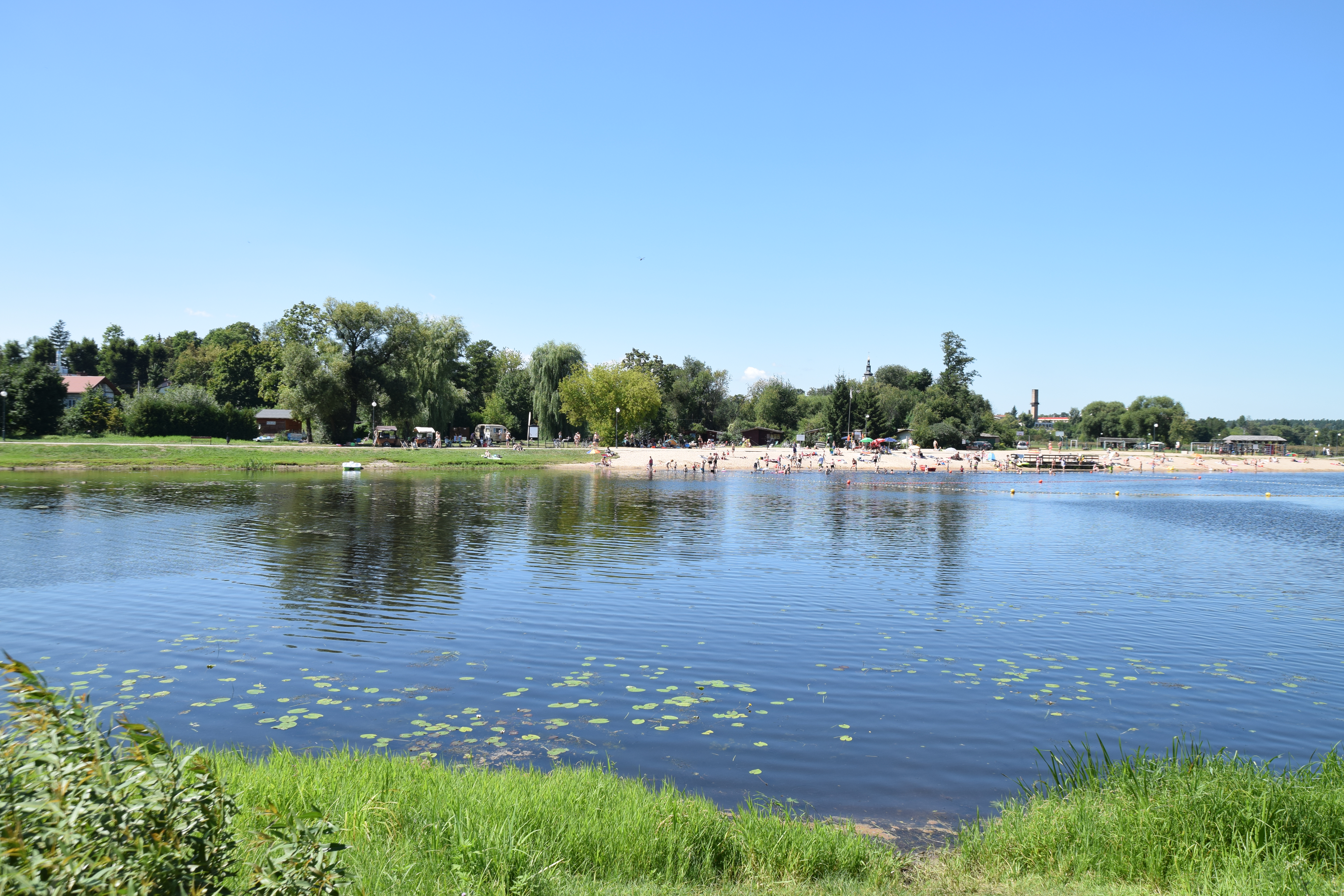
Plaża w Supraślu nad rzeką

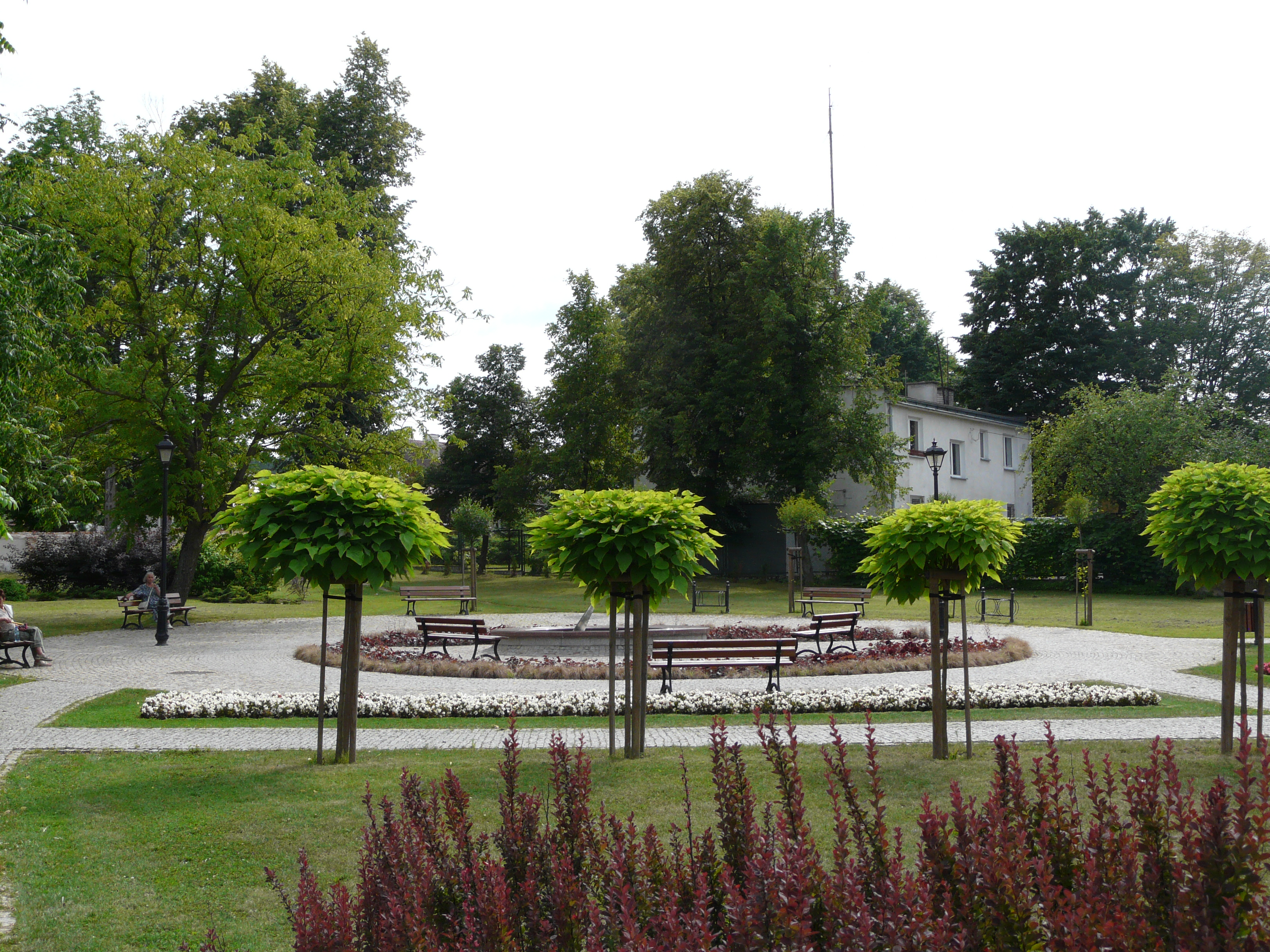
Park

Legenda głosi, że mnisi z Gródka, po kilkudniowych modłach puścili z biegiem rzeki Supraśl drewniany krzyż z relikwiami, prosząc Bożą Opatrzność, aby zatrzymał się on w miejscu, które będzie najlepiej nadawało się na klasztor. Informację tę można znaleźć na tablicy pamiątkowej przy krzyżu przy ul. Stanisława Konarskiego. Od 2012 roku w dniach 8–9 sierpnia jest organizowana przez Bractwo Cerkiewne Św. Mikołaja i Parafię Prawosławną z Gródka pielgrzymka kajakowa rzeką Supraśl jako nawiązanie do legendy założenia Monasteru.

## Demografia
Według Powszechnego Spisu Ludności z 1921 roku miasto zamieszkiwało 2 322 osoby, wśród których 1334 było wyznania rzymskokatolickiego, 364 prawosławnego, 234 ewangelickiego a 390 mojżeszowego. Jednocześnie 1 660 mieszkańców zadeklarowało polską przynależność narodową, 145 białoruską, 149 niemiecką, 356 żydowską, 10 litewską, 1 estońską i 1 słowacką. Było tu 267 budynków mieszkalnych.
Według danych z 31 grudnia 2023 miasto miało 4366 mieszkańców.

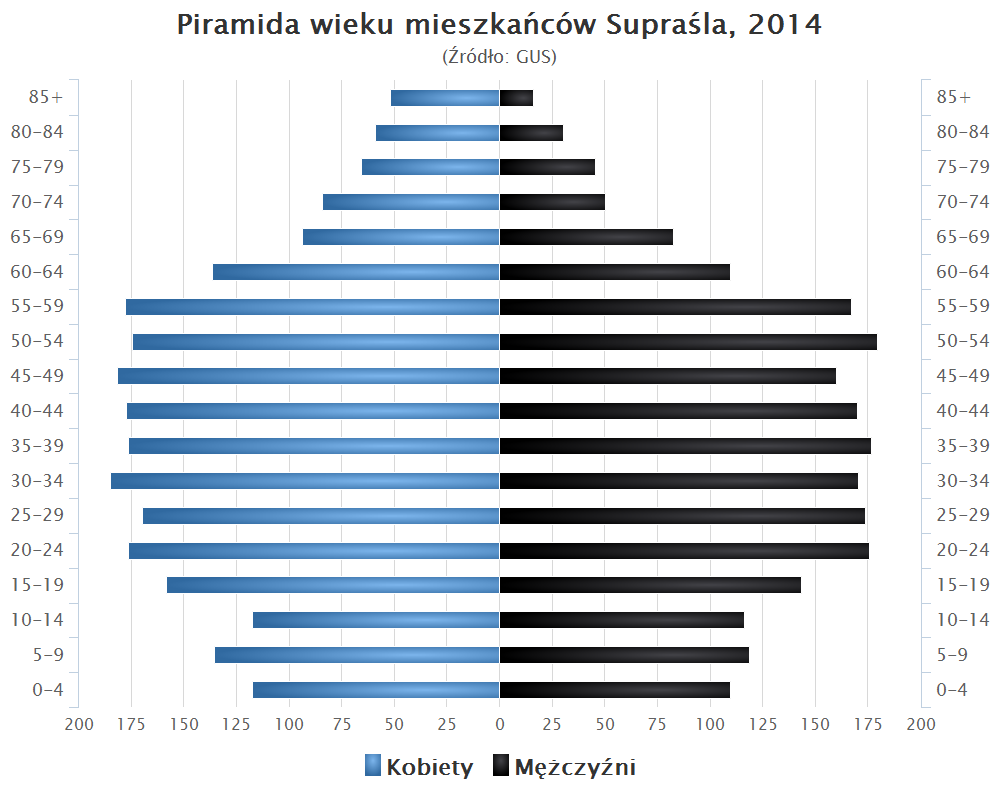
Piramida wieku mieszkańców Supraśla w 2014 roku

## Zabytki

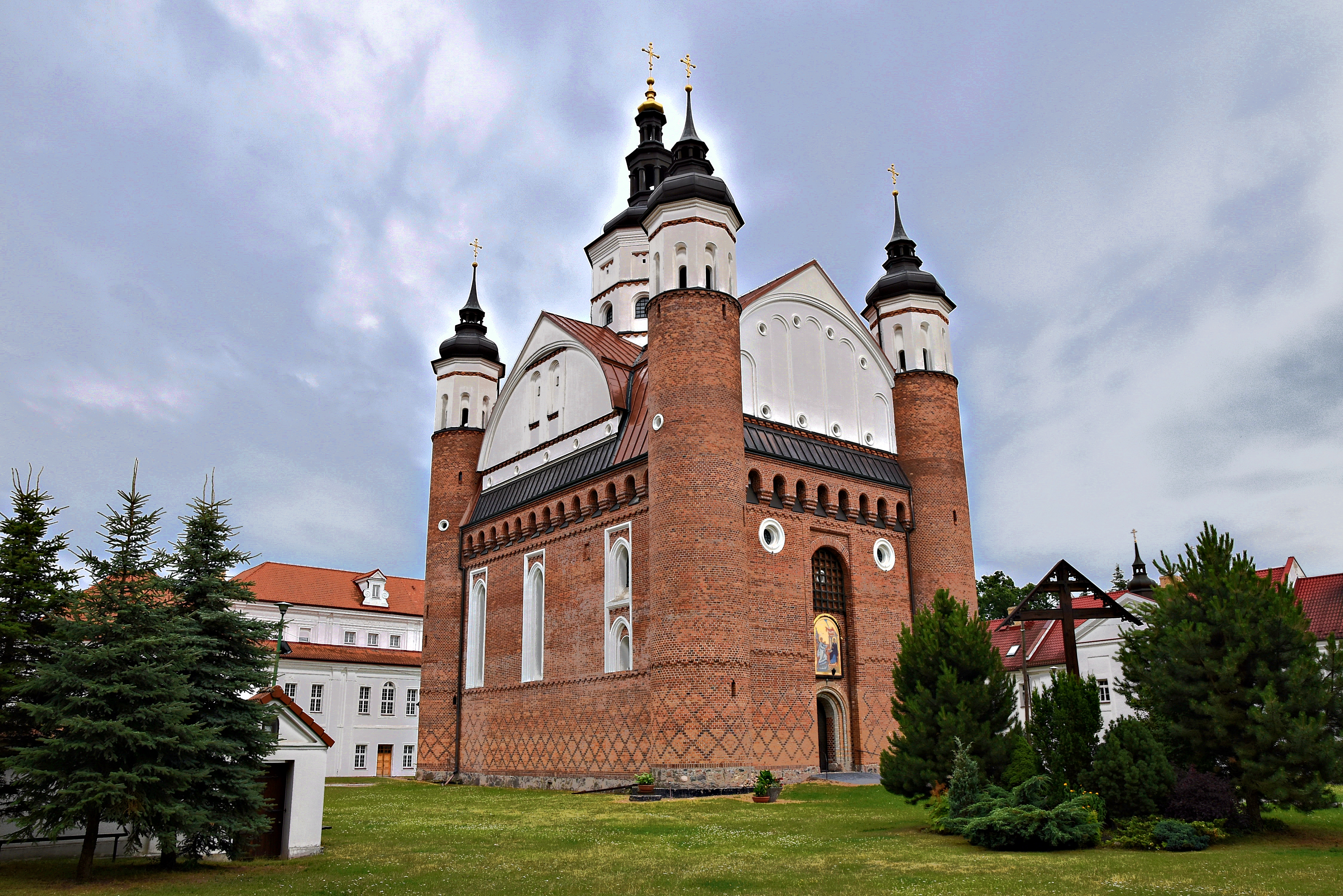
Cerkiew Zwiastowania NMP w zespole klasztornym bazylianów, wybudowana 1516 roku

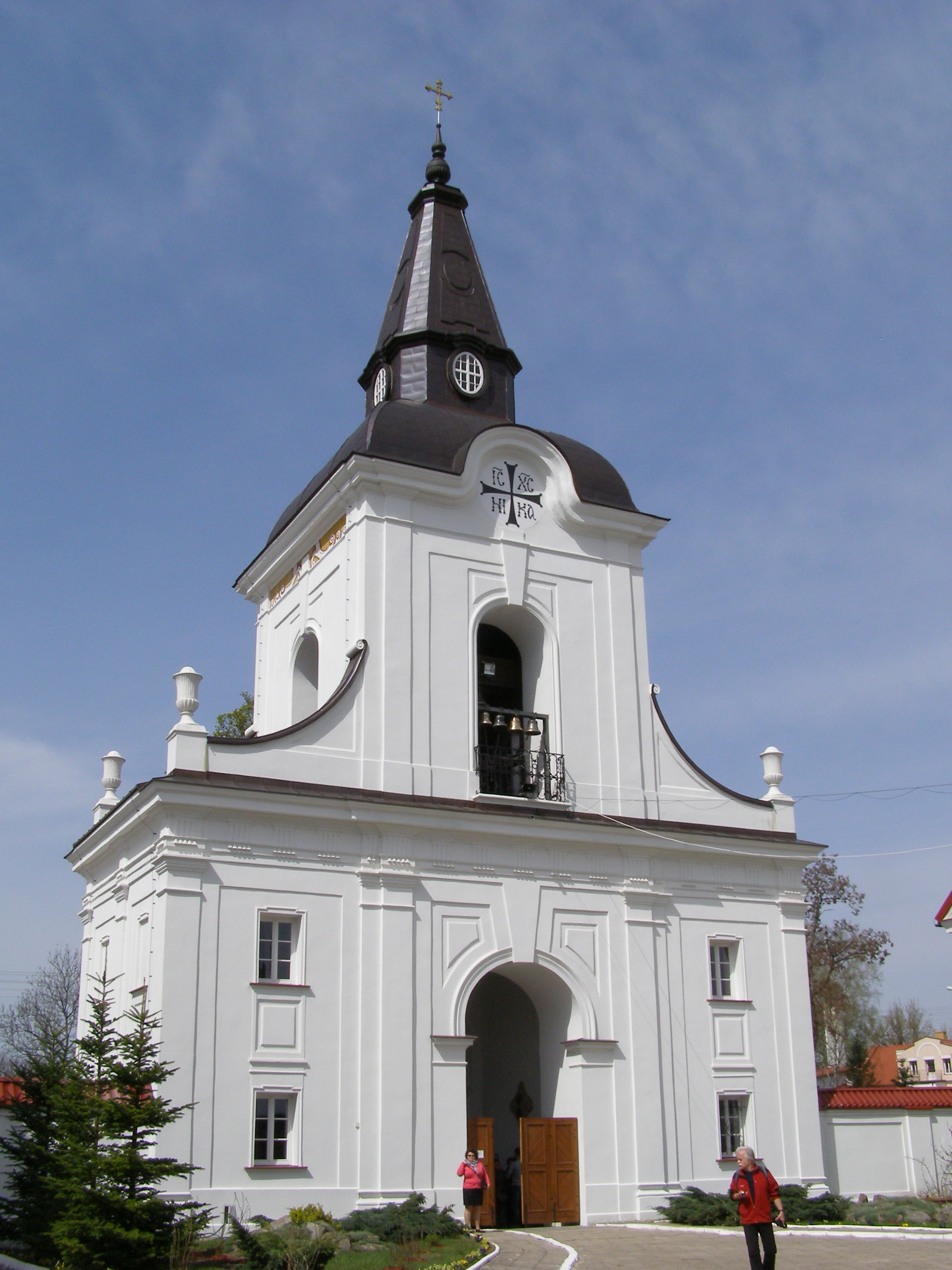
Brama wejściowa na kompleks klasztorno – parkowy

- Prawosławny monaster męski Zwiastowania Przenajświętszej Bogurodzicy Maryi i św. Apostoła Jana Teologa
- Rzymskokatolicki kościół parafialny Świętej Trójcy – neobarokowy, wybudowany w latach 1861–1865.
- Kościół ewangelicko-augsburski – neogotycki, pochodzący z 1870. Obecnie pełni funkcję rzymskokatolickiego kościoła parafialnego pw. NMP Królowej Polski.
- Zespół kaplicy cmentarnej pw. Wszystkich Świętych, składający się z murowanej wieży z pocz. XVIII w. oraz drewnianego korpusu z poł. XIX w., początkowo unicka, po 1839 prawosławna, współcześnie rzymskokatolicka.
- Cmentarz ewangelicki (obecnie rzymskokatolicki) – na cmentarzu dwie wyróżniające się budowle: kaplica grobowa rodziny Buchholtzów, neogotycka, wybudowana w 1904 według projektu arch. Hugo Kudera, oraz kaplica grobowa rodziny Zachertów, wymurowana w 1885 według projektu architekta H. Zydoka.
- Pałac Buchholtzów – obecnie siedziba Liceum Plastycznego im. Artura Grottgera w Supraślu. Secesyjny pałac, siedziba jednej z najsłynniejszych rodzin supraskich fabrykantów, zbudowany w latach 1892–1903. We wnętrzu zachowane polichromie, stolarka, sztukateria i żeliwna secesyjna klatka schodowa. Przy pałacu park przekomponowany na początku XX w. (jedyny przykład secesyjnego ogrodu w województwie podlaskim).
- Dom Ludowy – obecnie sala kinowo-koncertowa. Drewniany modernistyczny budynek wzniesiony w 1934 według projektu architekta Jarosława Giryna.
- Dom Ogrodnika (Stara Karczma, Stara Poczta) – obecnie dom mieszkalny, ul. Konarskiego 3. Drewniany dom, z naczółkowym dachem, zbudowany XVIII/XIX w.
- Dwór Zacherta – klasycystyczny dworek z kolumnowym portykiem wybudowany w połowie XIX w. jako dom miejscowego fabrykanta. Zniszczony, zrekonstruowany w 1988. Obecnie mieści się w nim siedziba Parku Krajobrazowego Puszczy Knyszyńskiej.
- Zespół fabryczny Jansena – ob. stołówka i internat Liceum Plastycznego. Wybudowany przed 1866 dom właściciela z zachowaną neoklasycystyczną polichromią. Obok manufaktura włókiennicza zbudowana w 1849. Także: Dom Jansena.
- Kaplica św. Jerzego Zwycięzcy na cmentarzu prawosławnym w Podsupraślu – murowana, wybudowana w 1901.
- Drewniane domy tkaczy (XIX w.), drewniany Domek Ogrodnika

## Gospodarka
Przemysł włókienniczy, odzieżowy, drzewny, ceramiczny (rzemiosło) oraz turystyka.

## Transport
Komunikacja samochodowa
- droga wojewódzka 676 Porosły – Białystok – Supraśl – Krynki.

Komunikacja Autobusowa
- Linią 500 lub 500A z Białegostoku obsługiwaną przez PKS Nova[16]

## Religia
- Kościół Rzymskokatolicki
  - Parafia NMP Królowej Polski
  - Parafia Świętej Trójcy

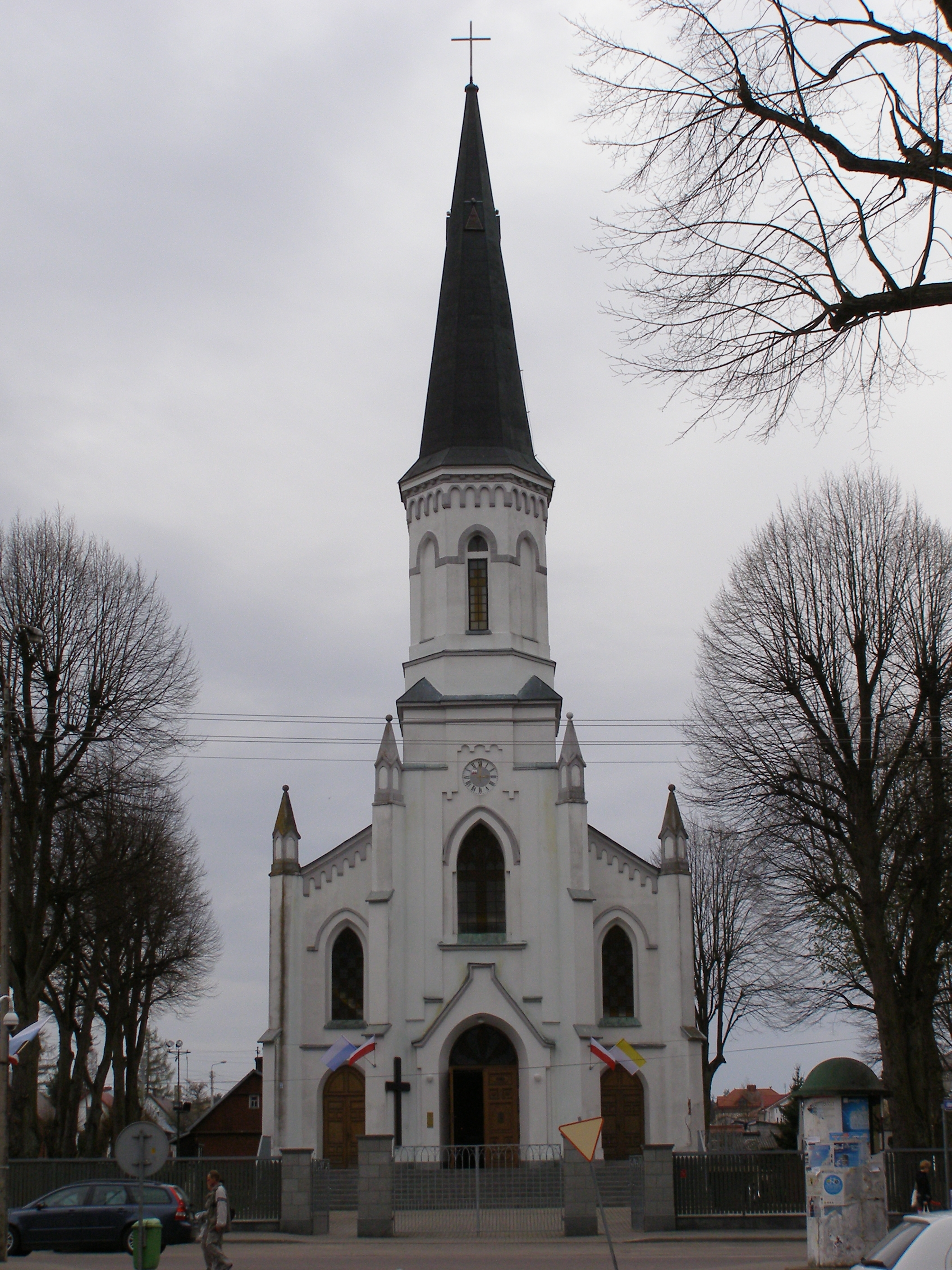
Kościół Najświętszej Maryi Panny Królowej Polski w Supraślu

- Polski Autokefaliczny Kościół Prawosławny
  - Parafia Zwiastowania Przenajświętszej Bogurodzicy i św. Jana Teologa
  - Monaster Zwiastowania Przenajświętszej Bogurodzicy i św. Jana Teologa; przy monasterze działa Akademia Supraska

## Cmentarze
- Cmentarz katolicki w Supraślu
- Cmentarz prawosławny w Supraślu
- Cmentarz ewangelicki w Supraślu
- Cmentarz żydowski w Supraślu

## Edukacja

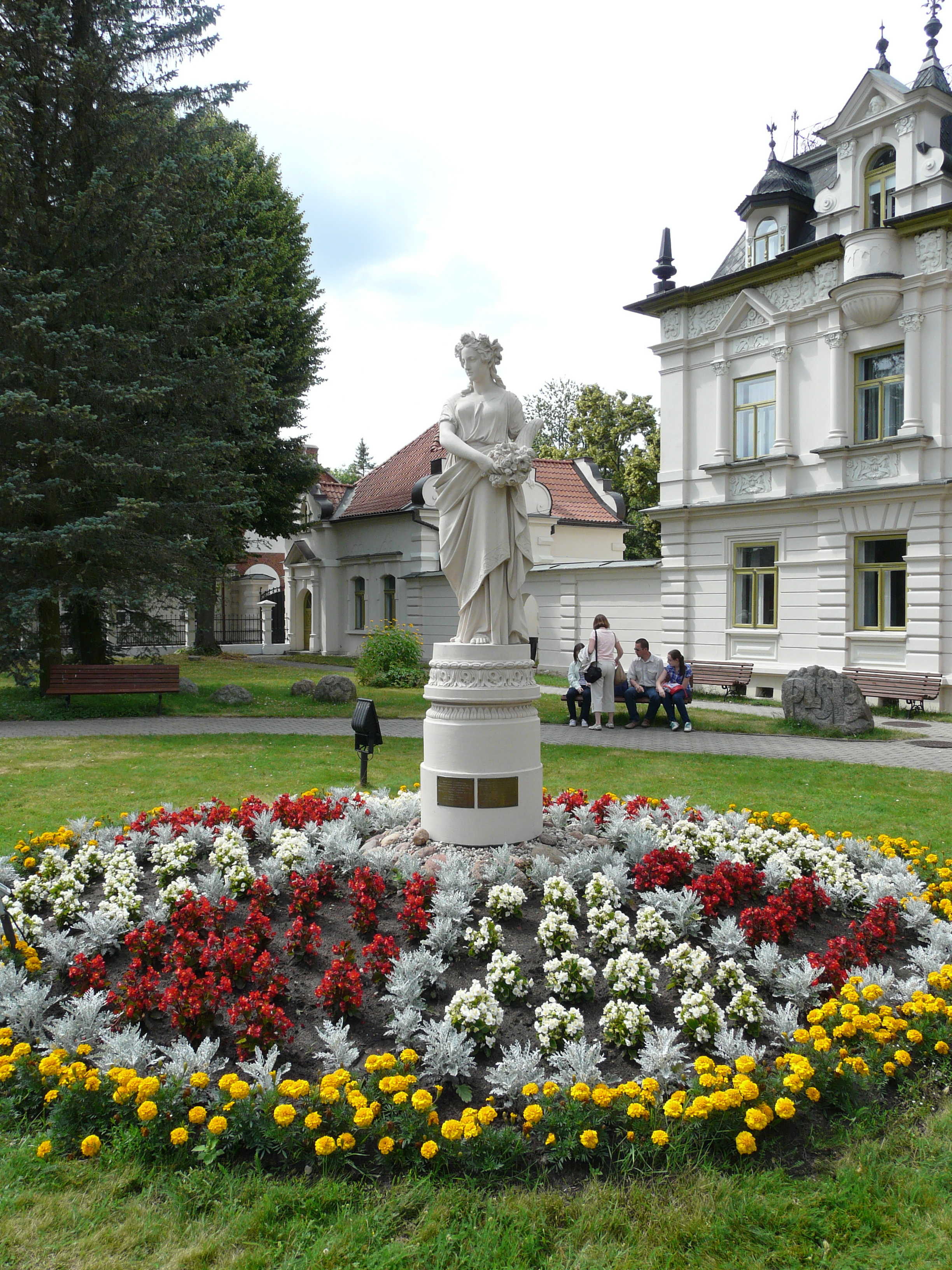
Rzeźba przed Liceum Plastycznym im. Artura Grottgera

- Przedszkole z Oddziałami Integracyjnymi w Supraślu im. Jana Pawła II,
- Sportowa Szkoła Podstawowa im. Ferdynanda Mareckiego w Supraślu,
- Centrum Edukacji w Supraślu (istniało do 2015 r.),
- Liceum Plastyczne im. Artura Grottgera w Supraślu.

## Sport
- Supraślanka Supraśl - klub piłkarski

## Życie kulturalne

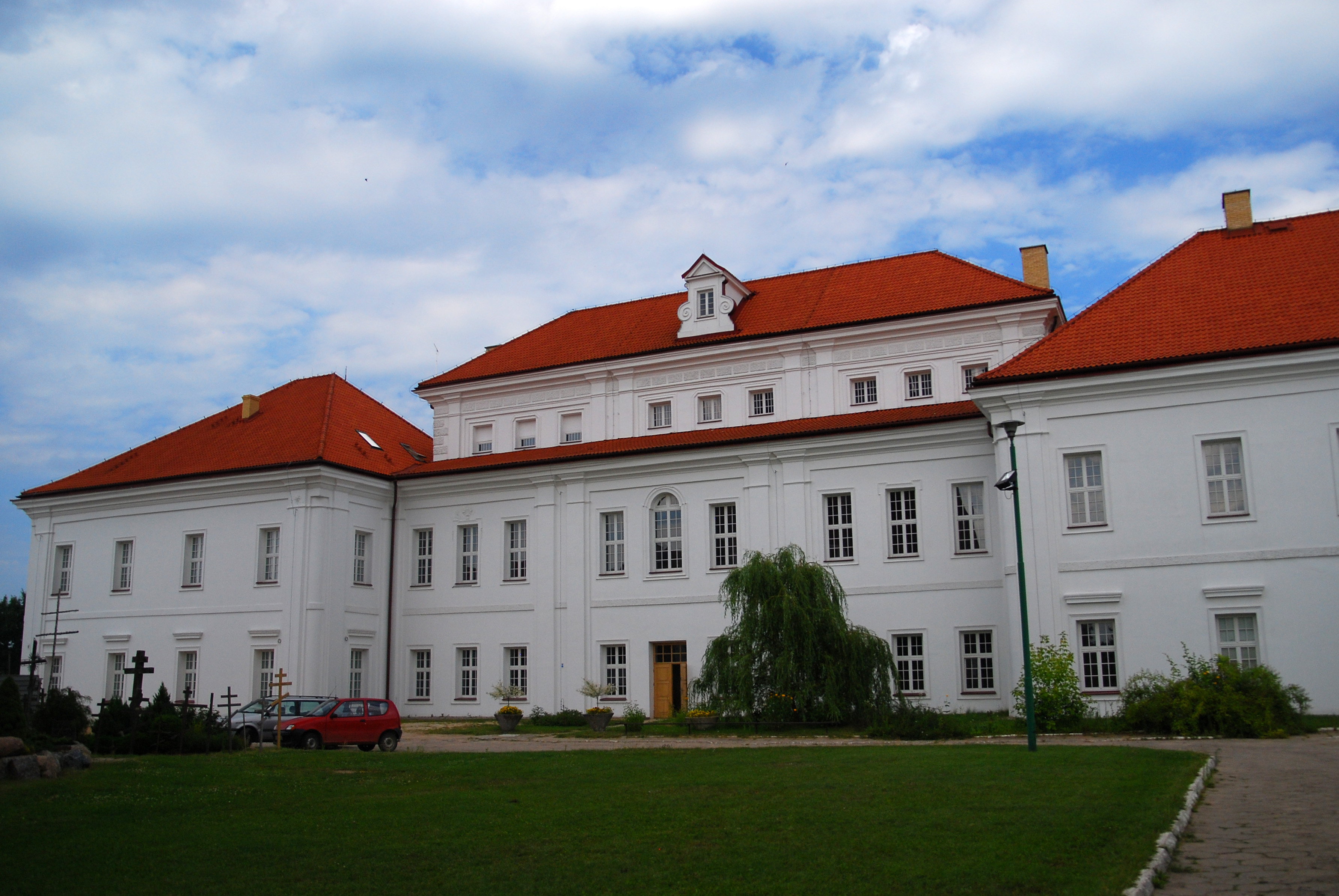
Pałac Opatów, obecnie Muzeum Ikon

Od 1996 cyklicznie organizowana jest impreza pt. „UROCZYSKO. Spotkania z naturą i sztuką”, w ramach której corocznie w Supraślu odbywają się Mistrzostwa Świata w Pieczeniu Kiszki i Babki Ziemniaczanej.
Od 2007 w Supraślu organizowany jest Europejski Młodzieżowy Festiwal Muzyczny „Gloria” z repertuarem operowo – operetkowym. Festiwal narodził się z inicjatywy polskiego śpiewaka Aleksandra Teligi i jego małżonki. Główne koncerty odbywały się w ujeżdżalni koni Centrum Edukacji w Supraślu.
W Supraślu nagrywane były niektóre sceny do filmu U Pana Boga za miedzą, a także do serialu TVP Blondynka.
Teatr Wierszalin – zespół teatralny założony w 1991 przez reżysera Piotra Tomaszuka oraz grupę współpracujących z nim aktorów. Siedzibą teatru jest miejscowość Supraśl pod Białymstokiem.
W okresie Wielkanocy (prawosławnej) w monastyrze odbywa się Międzynarodowy Festiwal Dzwonów Cerkiewnych.
Od 2017 roku w mieście odbywa się festiwal Podlasie SlowFest.
Przy monasterze Zwiastowania Przenajświętszej Bogurodzicy umiejscowione jest prawosławne centrum konferencyjne, ośrodek szkoleniowy i oświatowy - Akademia Supraska.
Collegium Suprasliense chroni i popularyzuje dziedzictwo kulturowe Supraśla, Podlasia oraz Kresów Wschodnich, współuczestniczy w ochronie zabytków i miejsc pamięci narodowej, prowadzi działalność badawczą i wydawniczą.

## Muzea
- Muzeum Ikon w Supraślu
- Muzeum Sztuki Drukienniczej i Papiernictwa[19]

## Części miasta

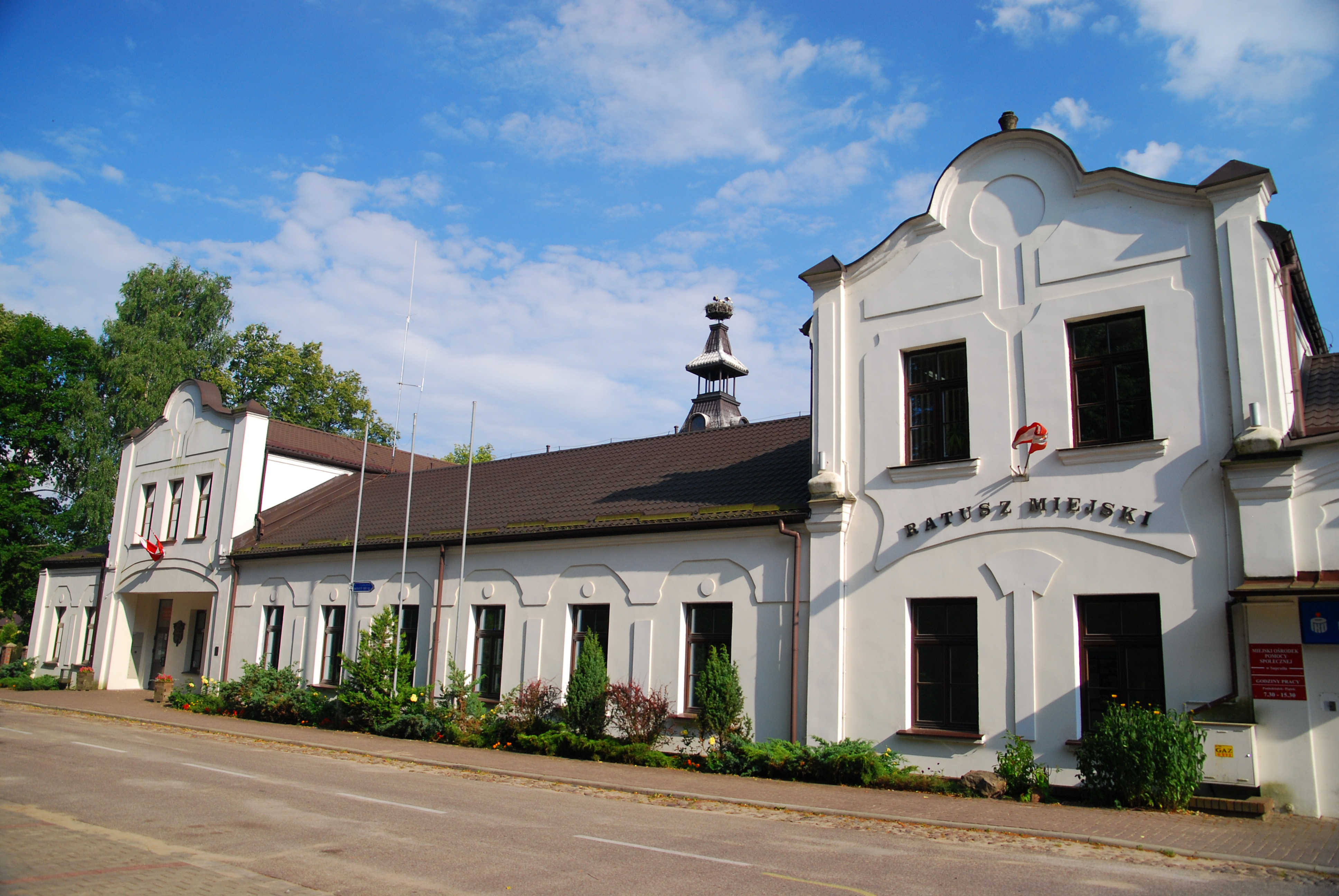
Ratusz w Supraślu

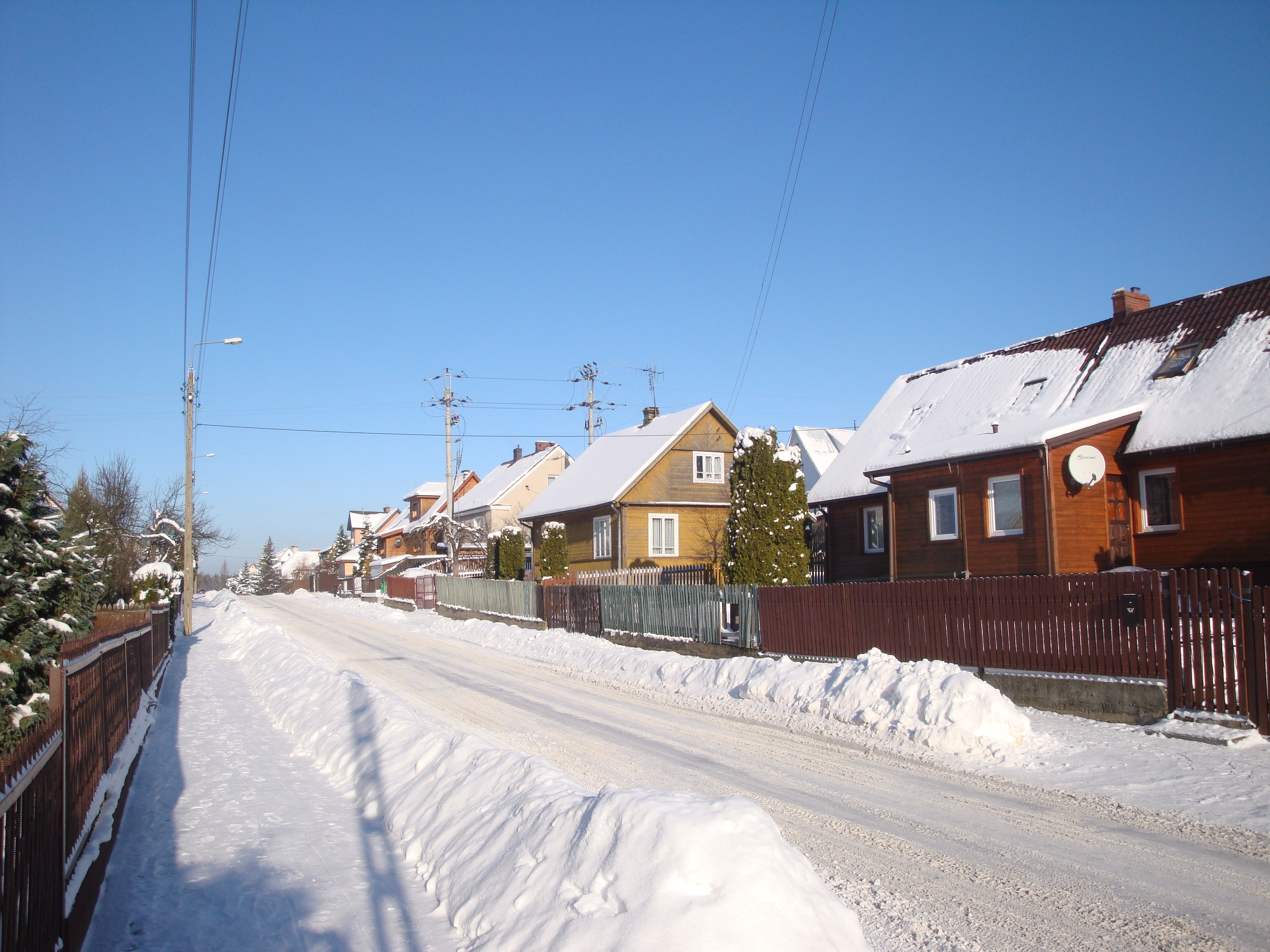
Ulica Brzozówka w Supraślu

Podział terytorialny kraju (TERYT) wymienia części miasta: Dębowik i Podsupraśl (do 2011 także Pstrągownia).

## Miasta partnerskie
- Balsthal (Szwajcaria) – od 1998 roku
- Großenkneten (Niemcy) – od 1999 roku
- Porthcawl (Walia) – od 2001 roku
- Zgierz (Polska) – od 2001 roku
- Druskienniki (Litwa) – od 2004 roku
- Augustów (Polska) – od 2012 roku
- Niemenczyn (Litwa) – od 2017 roku[20]
- Kamionka Bużańska (Ukraina) – od 2023 roku[21]